# 三毛猫ホームズの運動会
『三毛猫ホームズの運動会』（みけねこホームズのうんどうかい）は、日本の小説家赤川次郎による三毛猫ホームズシリーズの短編、及び同短編を含む1983年に発表された三毛猫ホームズシリーズの短編集である。

## あらすじ
警視庁の運動会。いつものメンバーも含めて殺人犯も忘れるかのように楽しんでいる。そんな中で、片山晴美は捜査一課の吉田警部の妻と、吉田警部の部下との不倫を目撃してしまう。さらには、護送中の警察車両が事故を起こし、凶悪犯・山口が脱走。運動会に潜入したとの報せが入る。山口は、病気の妻を死なせたことで恨みがある吉田警部に復讐しようとしているのだ。中止の声もあったが運動会は進められ、ダルマ競走に入った。無事に終了したかに見えたが、ダルマの中から死体が発見される。その死体は、吉田警部の妻と不倫していた警官だった。

## 主な登場人物
- 片山義太郎 - 警視庁捜査一課のダメ刑事
- 片山晴美 - 義太郎の妹
- 石津刑事 - 晴美に恋をする猫嫌いの刑事
- ホームズ - 三毛猫
- 吉田 - 捜査一課に入ってきた警部。強引かつ強硬な捜査で有名。敏江という若い妻を持つ。
- 大町 - 捜査一課の若い刑事で吉田の部下。実は吉田の妻と不倫関係にある。

## 収録作品
- 三毛猫ホームズの運動会（初出『別冊小説宝石』1981年12月号）
- 三毛猫ホームズのスクープ（初出『小説宝石』1982年8月号）
- 三毛猫ホームズのバカンス（初出『小説新潮』1982年10月号）
- 三毛猫ホームズの温泉旅行（初出『小説宝石』1982年4月号）
- 三毛猫ホームズの殺人展覧会（初出『小説宝石』1982年12月号、1983年1月号）
- 三毛猫ホームズのバースデー・パーティ（書き下ろし）

## 書誌情報
- 『三毛猫ホームズの運動会』（光文社 カッパノベルス、1983年3月25日） ISBN 4-334-02497-1
- 『三毛猫ホームズの運動会』（角川書店 角川文庫、1986年4月30日） ISBN 4-04-149786-8
- 『三毛猫ホームズの運動会』（光文社 光文社文庫、1987年3月20日） ISBN 4-334-70513-8